# Marianne Stern-Winter

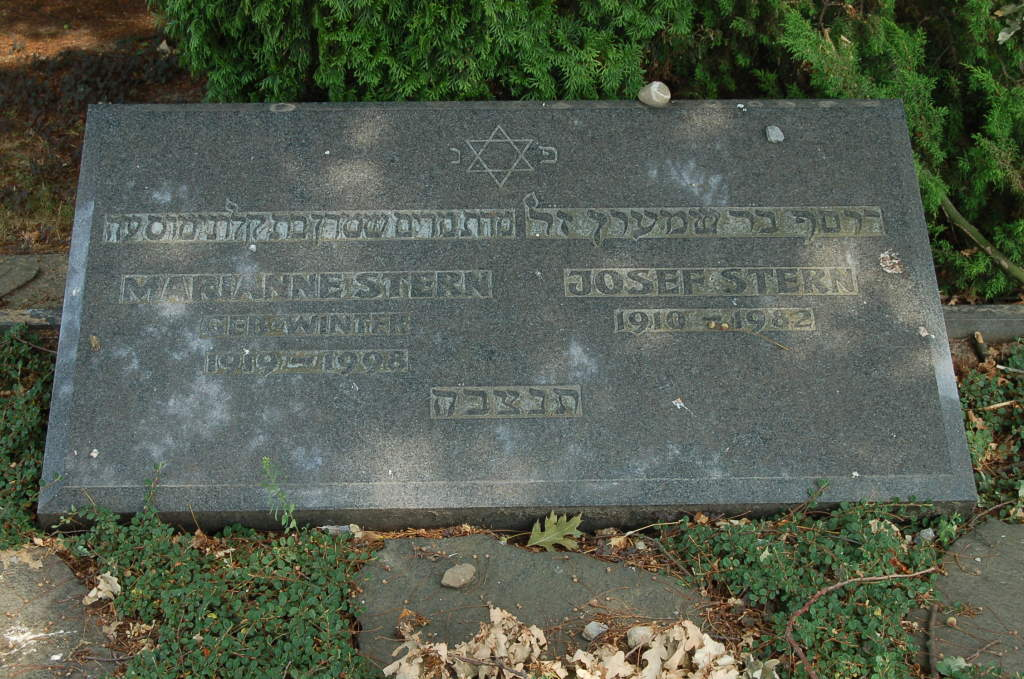
Der Grabstein von Marianne und Josef Stern

Marianne Stern-Winter (geb. 16. September 1919 in Grevenbroich-Hemmerden; gest. 1998 in Hemmerden) überlebte als einziges Mitglied ihrer Familie die Shoa. Sie kehrte 1945 nach Hemmerden zurück.
Marianne Winter war die Tochter des Schneiders Karl Winter (geb. 11. März 1883 in Hemmerden, gest. 28. Juli 1944 Riga-Jungfernhof) und seiner Ehefrau Rosa Winter, geb. Seligmann (geb. 10. September 1885 in Kettwig, gest. 28. Juli 1944 Riga-Jungfernhof). Zusammen mit ihren Eltern, der älteren Schwester Herta (geb. 9. März 1913 in Hemmerden, gest. 8. März 1945 bei Lauenburg) sowie deren Mann Richard Schmitz (geb. 24. August 1910 in Binningen) wurde Marianne Stern am 11. Dezember 1941 aus Hemmerden in das Ghetto Riga deportiert, wo sie bis zu dessen Auflösung am 2. November 1943 blieb und Zwangsarbeit verrichten musste. Die folgenden sechs Monate musste sie in einem Arbeitslager des Armeebekleidungsamtes (ABA) 701 in Mühlgraben bei Riga abermals Zwangsarbeit leisten. Als die Ostfront sich angesichts der heranrückenden Roten Armee auflöste, wurden die Eltern am 28. Juli 1944 im Wald von Biķernieki erschossen. Marianne wurde mit ihrer Schwester Herta auf einen der vielen Todesmärsche geschickt und wo ihre Schwester umkam. Marianne wurde bei Pommern am 9. März 1945 von sowjetischen Truppen befreit und kehrte wenig später nach Hemmerden zurück.
Sie heiratete den aus Rheydt stammenden Josef Stern (1910–1982), den sie im Rigaer Ghetto kennengelernt hatte. 1946 wurde ihr Sohn Karl-Ferdinand Stern in Hemmerden geboren. 1948 wanderten sie nach Paraguay aus, wo 1951 ihr Sohn Alfredo Stern geboren wurde. Wegen der dortigen klimatischen Verhältnisse kehrte die Familie 1952 zurück. Sie starb im Jahr 1998. Ihr Grab befindet sich auf dem jüdischen Friedhof in Hemmerden.

## Dokumentation
Der WDR hat das Leben Marianne Stern-Winters 2003 verfilmt. Der Film wurde von Gert Monheim und Stefan Röttger gedreht und trägt den Titel Mariannes Heimkehr. Die Jüdin, der Beamte und das Dorf.